# 池谷信一

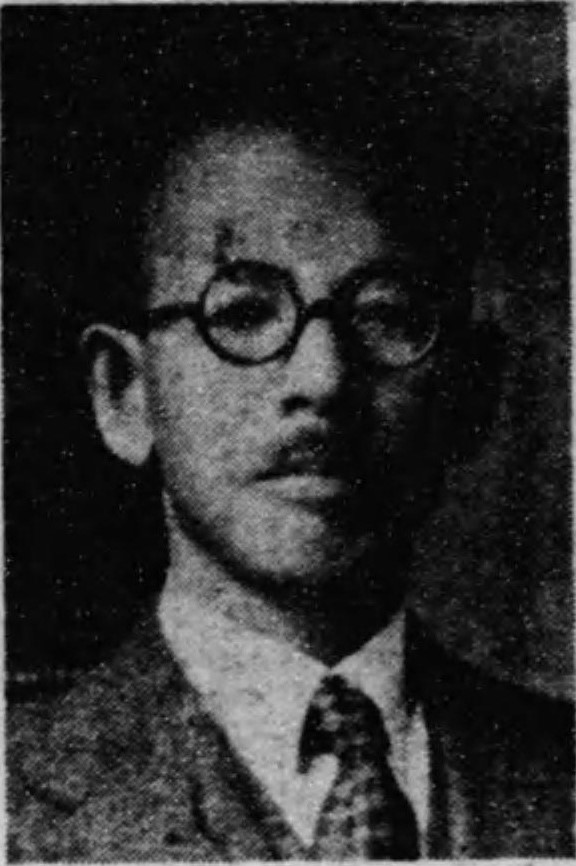
池谷信一

池谷 信一（いけがや のぶいち、1899年（明治32年）11月29日 - 1983年（昭和58年）2月9日）は、昭和期の弁護士、政治家。衆議院議員（1期）。

## 経歴
静岡県出身。1927年（昭和2年）京都帝国大学法学部法律学科を卒業した。
弁護士を開業。静岡地方裁判所各種調停委員、静岡県地方労働委員会長、静岡県弁護士会長、日本弁護士会常務理事、日本弁護士連合会副会長などを務めた。
1947年（昭和22年）4月の第23回衆議院議員総選挙で静岡県第1区から日本社会党公認で出馬して当選し、衆議院議員に1期在任した。この間、社会党志太支部長、同静岡県連合会書記長などを務め、炭鉱国管疑獄では国会で田中角栄の弾劾演説を行った。その後、第24回総選挙に立候補したが落選した。
1970年（昭和45年）4月の春の叙勲で勲三等に叙され、瑞宝章を受章する。
1983年（昭和58年）2月9日、死去した。83歳没。同年3月4日、特旨を以て位記を追賜され、死没日付をもって正五位に叙された。